# 9 март
9 март е 68-ият ден в годината според григорианския календар (69-и през високосна година). Остават 297 дни до края на годината.

## Събития
- 1074 г. – Папа Григорий VII отлъчва от църквата всички женени свещеници, с което окончателно утвърждава целибата в католическата църква.
- 1230 г. – В Битката при Клокотница българският цар Иван Асен II разбива войските на епирския деспот Теодор Комнин.
- 1497 г. – Николай Коперник извършва и описва първите си астрономически наблюдения.
- 1500 г. – От Португалия за Америка потегля експедицията на Бартоломео Диаш и Педро Кабрала, която открива Бразилия.
- 1831 г. – В Алжир е създаден Френският чуждестранен легион.
- 1842 г. – В театъра Ла Скала в Милано се представя за първи път операта Набуко на италианския композитор Джузепе Верди.
- 1854 г. – В Букурещ е създадено Средоточно попечителство – бъдещата Добродетелна дружина.
- 1916 г. – Мексиканският бунтовник Панчо Виля напада щата Ню Мексико.
- 1923 г. – Владимир Ленин получава инсулт за трети път, остава прикован на легло и е неспособен да говори, поради което окончателно напуска всички официални постове, които заема.
- 1933 г. – Българските комунисти Георги Димитров, Благой Попов и Васил Танев са арестувани и обвинени за подпалването на Райхстага.
- 1941 г. – Втората световна война: По границите на България с Югославия и Гърция е настанена 680 хил. германска армия.
- 1945 г. – Втората световна война: Американската авиация извършва мащабни Бомбардировки на Токио, при която е разрушена голяма част от сградите в града и загиват над 80 хил. души.
- 1953 г. – Инцидент и паника стават причина за загиването на стотици хора по време на церемонията по погребението на Йосиф Сталин.
- 1959 г. – Куклата Барби е показана за първи път на панаир за играчки в САЩ.
- 1967 г. – Дъщерята на Сталин Светлана Алилуева, иска политическо убежище и емигрира в САЩ.
- 1967 г. – Самолетът при полет 553 на „Транс Уърлд Еърлайнс“ се разбива в поле в Конкорд, Охайо, след сблъсък във въздуха с „Бийчкрафт Барон 55“, което убива 26 души.
- 1977 г. – В САЩ и Канада е забранено използването на захарин в хранителните продукти и лекарствата.
- 1985 г. – В Народна република България е извършен атентат на гара Буново, при който загиват 7 души.
- 1991 г. – В Белград се провеждат мащабни демонстрации против Слободан Милошевич. Двама души са убити, а на улицата са изкарани танкове.
- 2006 г. – Открита е течна вода на луната Енцелад, спътник на Сатурн.
- 2008 г. – Осъществен е първият полет на АТК.

## Родени
- 1454 г. – Америго Веспучи, италиански мореплавател († 1512 г.)
- 1564 г. – Давид Фабрициус, фризийзки астроном († 1617 г.)
- 1721 г. – Каролина фон Пфалц-Цвайбрюкен, ландграфиня на Хесен-Дармщат († 1774 г.)
- 1758 г. – Франц Йозеф Гал, немски лекар (* 1828 г.)
- 1814 г. – Тарас Шевченко, украински поет († 1861 г.)
- 1849 г. – Христо Телятинов български свещеник († 1913 г.)
- 1859 г. – Петер Алтенберг, австрийски писател († 1919 г.)
- 1870 г. – Христо Чаракчиев, български военен деец († 1943 г.)
- 1873 г. – Тане Николов, български революционер († 1947 г.)
- 1874 г. – Иван Ботушанов, български революционер († 1919 г.)
- 1878 г. – Иван Сматракалев, български революционер († 1946 г.)
- 1882 г. – Коста Лулчев, български политик († 1965 г.)
- 1889 г. – Григорий Левенфиш, руски шахматист († 1961 г.)
- 1890 г. – Вячеслав Молотов, съветски политик († 1986 г.)
- 1898 г. – Асен Павлов, български политик († 1977 г.)
- 1907 г. – Мирча Елиаде, историк на религиите († 1986 г.)
- 1911 г. – Здравко Александров, български живописец († 1998 г.)
- 1918 г. – Джордж Линкълн Рокуел, американски неонацист († 1967 г.)
- 1918 г. – Мики Спилейн, американски писател († 2006 г.)
- 1926 г. – Иван Давидков, български поет († 1990 г.)
- 1933 г. – Панайот Щерев, български учен († 2019 г.)
- 1933 г. – Филип Рот, американски писател († 2018 г.)
- 1934 г. – Юрий Гагарин, съветски космонавт († 1968 г.)
- 1943 г. – Боби Фишер, американски шахматист († 2008 г.)
- 1943 г. – Енчо Мутафов, български критик († 2009 г.)
- 1950 г. – Йордан Кичеков, български футболист
- 1955 г. – Орнела Мути, италианска актриса
- 1958 г. – Руси Гочев, български футболист
- 1963 г. – Маркос Соарес Татагиба, бразилски хирург
- 1964 г. – Жулиет Бинош, френска актриса
- 1967 г. – Елена Бойчева, българска актриса
- 1969 г. – Ихсан Хаккъ, български политик и инженер
- 1974 г. – Армен Назарян, български борец
- 1974 г. – Лео Бианки, италиански и български певец
- 1982 г. – Жан-Франсоа Есига, френски волейболист
- 1983 г. – Маите Перони, мексиканска певица
- 1986 г. – Фахрадин Фахрадинов, български актьор
- 1989 г. – Ким Тейон, южнокорейска певица
- 1993 г. – Мин Юн-Ги, южнокорейски рапър, продуцент и автор на песни от групата Би Ти ЕС (BTS)

## Починали
- 1403 г. – Баязид I, султан на Османската империя (* ок. 1354)
- 1661 г. – Кардинал Мазарини, френски политик (* 1602 г.)
- 1851 г. – Ханс Кристиан Оерстед, датски физик (* 1777 г.)
- 1888 г. – Вилхелм I, пруски крал, германски император (* 1797 г.)
- 1907 г. – Иван Соколов, български революционер (* 1844 г.)
- 1918 г. – Франк Ведекинд, немски писател (* 1864 г.)
- 1926 г. – Микао Усуи, основател на Рейки (* 1865 г.)
- 1944 г. – Карел Шкорпил, чешко-български археолог (* 1859 г.)
- 1946 г. – Стефан Ватев, български лекар (* 1866 г.)
- 1960 г. – Ценко Цветанов, български писател и библиограф (* 1904 г.)
- 1964 г. – Паул фон Летов-Форбек, германски генерал (* 1870 г.)
- 1988 г. – Курт Георг Кизингер, германски политик (* 1904 г.)
- 1992 г. – Менахем Бегин, министър-председател на Израел, Нобелов лауреат (* 1913 г.)
- 1993 г. – Ваня Войнова, българска баскетболистка (* 1934 г.)
- 1994 г. – Фернандо Рей, испански актьор (* 1917 г.)
- 1994 г. – Чарлз Буковски, американски писател (* 1920 г.)
- 1995 г. – Едуард Бернайс, американски социолог (* 1891 г.)
- 1996 г. – Джордж Бърнс, американски актьор (* 1896 г.)
- 1997 г. – The Notorious B.I.G., хип-хоп музикант (* 1972 г.)
- 2000 г. – Пенчо Богданов, български инженер (* 1931 г.)
- 2008 г. – Александър Лепавцов, македонски политик (* 1935 г.)
- 2011 г. – Давид Попов, български футболист (* 1927 г.)
- 2014 г. – Валентин Фъртунов, български журналист и писател (* 1957 г.)

## Празници
- Международен ден на диджея  – отбелязва се от 2002 г. по инициатива на Световния диджей фонд и организацията „Нордоф Робинс мюзик терапи“
- Българска православна църква – Свети Четиридесет мъченици Севастийски
- Белиз – Ден на Барон Блис († 9 март 1926 г.)